# Irina Priválova
Irina Anatólievna Priválova (Ирина Анатольевна Привалова), de soltera Serguéyeva (Malájovka, Rusia, 22 de noviembre de 1968) es una exatleta rusa especialista en pruebas de velocidad y vallas que fue campeona olímpica de los 400 metros vallas en los Juegos de Sídney 2000.
Fue una de las grandes dominadoras de las pruebas de velocidad femenina durante la década de los 90, y sin duda la mejor a nivel europeo. Destaca además por su gran polivalencia, ya que cosechó éxitos en varias pruebas diferentes, tanto lisas como de vallas, y tanto al aire libre como en pista cubierta.

## Biografía
En 1989 y 1990, todavía con su apellido de soltera Serguéyeva, se proclamó campeona nacional de la Unión Soviética en los 100 m. Su revelación internacional tuvo lugar en 1991 cuando se proclamó en Sevilla campeona mundial de los 60 m planos en pista cubierta batiendo a la favorita Merlene Ottey. Ese mismo año logró bajar por primera vez de los 11 segundos en los 100 m al aire libre (10,98 en Oslo) y fue 4.ª clasificada en los 100 y los 200 m de los mundiales al aire libre de Tokio.
Tras hacer una gran marca de 10,82 en Moscú poco antes de los Juegos Olímpicos de Barcelona 1992, partía como una de las grandes favoritas en la cita olímpica. Finalmente logró la medalla de bronce en una reñida final de los 100 m con 10,84, por detrás de la estadounidense Gail Devers (10,82) y la jamaicana Juliet Cuthbert (10,83). Además fue 4.ª en la prueba de 200 m y ganó la medalla de plata en los relevos 4 x 100 m como miembro del Equipo Unificado que solo fue superado por Estados Unidos.
En 1993, durante la temporada de pista cubierta estableció en Madrid un nuevo récord mundial en los 60 m con 6,92, rebajando en cuatro centésimas el anterior récord de Merlene Ottey. Se esperaba un gran duelo en los 60 m de los mundiales en pista cubierta de Toronto entre Priválova y la campeona olímpica de 100 m, Gail Devers. Finalmente el triunfo se lo llevó Devers. Dos días después, Priválova se desquitó ganando el oro en los 200 m.
En los Campeonatos del mundo al aire libre de Stuttgart 1993 sumó tres medallas (oro en 4 x 100 m, plata en 4 x 400 m y bronce en 200 m), además del 4.º puesto en los 100 m, donde la victoria volvió a ser para Gail Devers.
En 1994 fue la mujer más rápida del año en el mundo, con una marca de 10,77 lograda el 6 de julio en Lausana, que significaba además un nuevo récord de Europa, quitándoselo a la alemana Marlies Göhr, que lo tenía con 10,81 desde 1983. Fue la gran dominadora en los Campeonatos de Europa de Helsinki, ganando cómodamente tanto en 100 como en 200 m, aunque en los relevos 4 x 100 m las rusas se vieron derrotadas de forma sorpresiva por las alemanas. Priválova fue elegida como la mejor atleta europea del año por la Federación Europea de Atletismo.
En los Campeonatos del mundo en pista cubierta de Barcelona 1995 decidió probar suerte en la distancia superior de los 400 m, haciéndose con la medalla de oro con una gran marca de 50,23 s. Sin embargo en la temporada al aire libre siguió concentrada en las pruebas cortas de 100 y 200 m. En los Campeonatos del Mundo al aire libre de Gotemburgo de ese mismo año, sumó otras dos medallas (bronce en 100 m y plata en 200 m). Ese año realizó además la mejor marca de su vida en los 200 m (21,87 en Mónaco).
Tras varios años compitiendo al máximo nivel sin sufrir lesiones graves, en 1996 comenzaron los problemas, que lastraron su carrera durante las siguientes temporadas. Participó en los Juegos Olímpicos de Atlanta 1996, aunque su actuación fue muy discreta, ya que no logró el pase a la final en ninguna de sus dos pruebas individuales.
Durante los mundiales en pista cubierta de París 1997 volvió a lesionarse y se vio obligada a renunciar a la temporada al aire libre. Sin embargo regresó en 1998 en un gran estado de forma. Durante los Campeonatos de Europa de Budapest sólo la gran velocista francesa Christine Arron pudo batirla en la final de 100 m haciendo 10,73, quitándole a Priválova el récord europeo de esta distancia. Eso sí, Priválova hizo 10,84 (su mejor marca desde 1994), y además consiguió la victoria en los 200 m y el bronce en los relevos 4 x 100 m (tras Francia y Alemania).
Pese a todo las lesiones volvieron en 1999 y apenas compitió durante ese año, perdiéndose los Campeonatos del mundo de Sevilla.
En 2000, a los 31 años y cuando muchos la daban ya por casi por retirada y sin haber ganado nunca un título olímpico o mundial a nivel individual, decidió volcar sus energías en una nueva prueba, los 400 m vallas, dado que no tenía demasiadas opciones en las pruebas de velocidad, dominadas de forma abrumadora por la estadounidense Marion Jones.
El experimento le salió bien, y en los Juegos Olímpicos de Sídney 2000 Priválova consiguió la medalla de oro olímpica en los 400 m con un gran tiempo de 53,02, venciendo de forma amplia a la vigente campeona olímpica, la jamaicana Deon Hemmings (53,45) y a la campeona mundial, la marroquí Nezha Bidouane (53,57). Además sumó otra medalla de bronce en los relevos 4 × 400 m, donde Rusia acabó por detrás de Estados Unidos y Jamaica.
Tras su triunfo olímpico ya no volvería a cosechar resultados destacables, y prácticamente se retiró de las pistas. Intentó participar en los Juegos Olímpicos de Atenas 2004, pero los problemas físicos la obligaron a renunciar.
En el conjunto de su carrera deportiva, Priválova ganó un total de cuatro medallas olímpicas, once en campeonatos del mundo (seis al aire libre y cinco en pista cubierta) y otras seis en campeonatos europeos.
En la actualidad sigue conservando los récords mundiales en los 50 y 60 m planos en pista cubierta.

## Resultados
| Año  | Competición                            | Lugar      | Puesto                                                      | Marca                     |
| ---- | -------------------------------------- | ---------- | ----------------------------------------------------------- | ------------------------- |
| 1990 | Campeonato de Europa                   | Split      | 6.ª en 100 m                                                | 11,40                     |
| 1991 | Campeonato del Mundo En pista cubierta | Sevilla    | 1.ª en 60 m 2.ª en 200 m                                    | 7,02 22,41                |
| 1991 | Campeonato del Mundo                   | Tokio      | 4.ª en 100 m 4.ª en 200 m 2.ª en 4 x 100 m                  | 11,16 22,28 42,20         |
| 1992 | Juegos Olímpicos                       | Barcelona  | 3.ª en 100 m 4.ª en 200 m 2.ª en 4 x 100 m                  | 10,84 22,19 42,16         |
| 1993 | Campeonato del Mundo En pista cubierta | Toronto    | 2.ª en 60 m 1.ª en 200 m                                    | 6,97 22,15                |
| 1993 | Campeonato del Mundo                   | Stuttgart  | 4.ª en 100 m 3.ª en 200 m 1.ª en 4 x 100 m 2.ª en 4 x 400 m | 10,96 22,13 41,49 3:18,38 |
| 1994 | Campeonato de Europa                   | Helsinki   | 1.ª en 100 m 1.ª en 200 m 2.ª en 4 x 100 m                  | 11,02 22,32 42,96         |
| 1995 | Campeonato del Mundo En pista cubierta | Barcelona  | 1.ª en 400 m                                                | 50,23                     |
| 1995 | Campeonato del Mundo                   | Gotemburgo | 3.ª en 100 m 2.ª en 200 m                                   | 10,96 22,12               |
| 1997 | Campeonato del Mundo En pista cubierta | París      | 6.ª en 60 m                                                 | 7,88                      |
| 1998 | Campeonato de Europa                   | Budapest   | 2.ª en 100 m 1.ª en 200 m 3.ª en 4 x 100 m                  | 10,83 22,62 42,73         |
| 2000 | Juegos Olímpicos                       | Sídney     | 1.ª en 400 m vallas 3.ª en 4 x 400 m                        | 53,02 3:23,46             |

## Mejores marcas
- 50 metros (PC) - 5,96 (Madrid, 9 Feb 1995)
- 60 metros (PC) - 6,92 (Madrid, 11 Feb 1993)
- 100 metros - 10,77 (Lausana, 6 Jul 1994)
- 200 metros - 21,87 (Mónaco, 25 Jul 1995)
- 400 metros - 49,89 (Moscú, 30 Jul 1993)
- 400 metros vallas - 53,02 (Sídney, 27 Sep 2000)